# Evangelische Kirche (Bimbach)

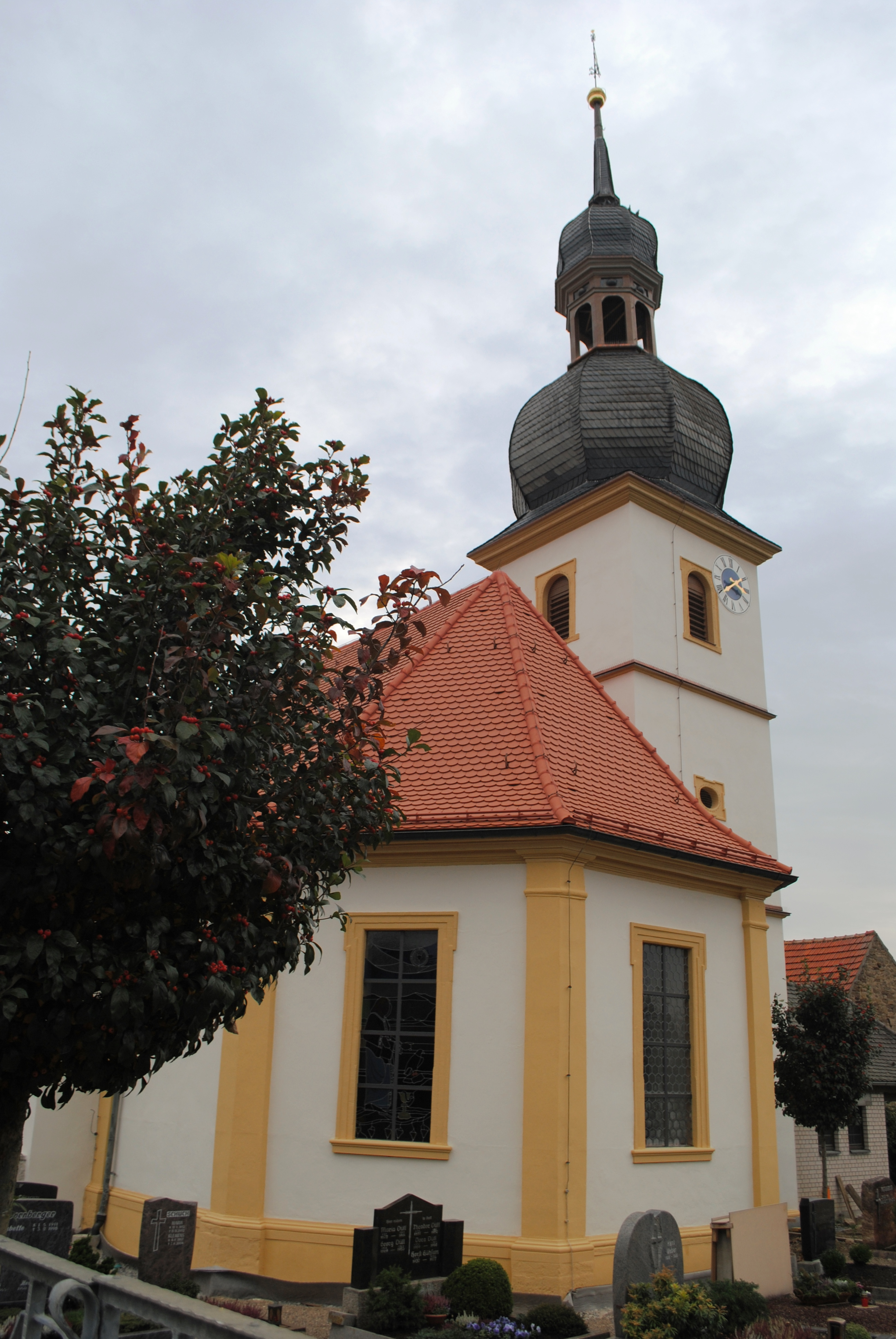
Die Kirche in Bimbach

Die Evangelische Kirche in Bimbach ist die Pfarrkirche der Gemeinde. Sie liegt inmitten des Ortsteils von Prichsenstadt, gegenüber dem Schloss. Auf einer leichten Anhöhe gelegen überragt sie das Dorf. Ein Friedhof umgibt das Gebäude im Osten.

## Geschichte
Erste Nachrichten über eine Kirche in Bimbach stammen von 1444, als die Gemeinde eine eigene Pfarrei erhielt. Man geht davon aus, dass bereits ein Kirchengebäude vorhanden war. Wie es ausgesehen hat, liegt im Dunkeln. Zur Pfarrei zählten unter anderem die Dörfer Brünnau, Neudorf und Düttingsfeld. Gadenreste weisen auf eine ursprünglich an der Stelle der heutigen Kirche vorhandene Kirchenburg hin.
Nachdem die Dorfherren, die Fuchs von Bimbach, auf Betreiben Argulas von Grumbach zum lutherischen Bekenntnis übergetreten waren, begannen sie 1566 mit der Errichtung einer neuen Kirche im Ort. Stiftungen trieben den Bau schnell voran, der im Jahr 1570 eingeweiht wurde. Als ersten evangelischen Pfarrer setzten die Herren Matthias Kaller ein.
Ein Dachreiter aus Schiefer überragte damals das Gebäude. Später erhielt das Gotteshaus innen Malereien. Acht Gulden wurden dem Maler der Herrschaftswappen und des Freskos des heiligen Christophorus gezahlt, die heute nicht mehr zu sehen sind. Im Jahr 1572 legte man einen Friedhof um die Kirche an, auch erwarb die Gemeinde eine Glocke für den Dachreiter. Der Dreißigjährige Krieg beendete vorübergehend das Gemeindeleben in Bimbach. Der Pfarrer wurde 1631 nach Prichsenstadt vertrieben und katholischer Gottesdienst in der Kirche abgehalten. 1656 fanden wieder Taufen nach evangelischem Ritus in der Kirche statt.
Im Jahr 1708 veränderte man das Innere der Kirche im Stile des Barock. 1712 folgte der Anbau des Kirchturms und damit die äußerliche Fertigstellung des Kirchengebäudes in seiner heutigen Form. Umfassende Renovierungen des Gebäudes fanden in den Jahren 1948 und 2000 statt. 2003 erhielt die Kirche neue Fenster. Das Bayerische Landesamt für Denkmalpflege ordnet das Gebäude als Baudenkmal unter der Nummer D-6-75-158-60 ein. Untertägige Reste werden als Bodendenkmal geführt.

## Architektur

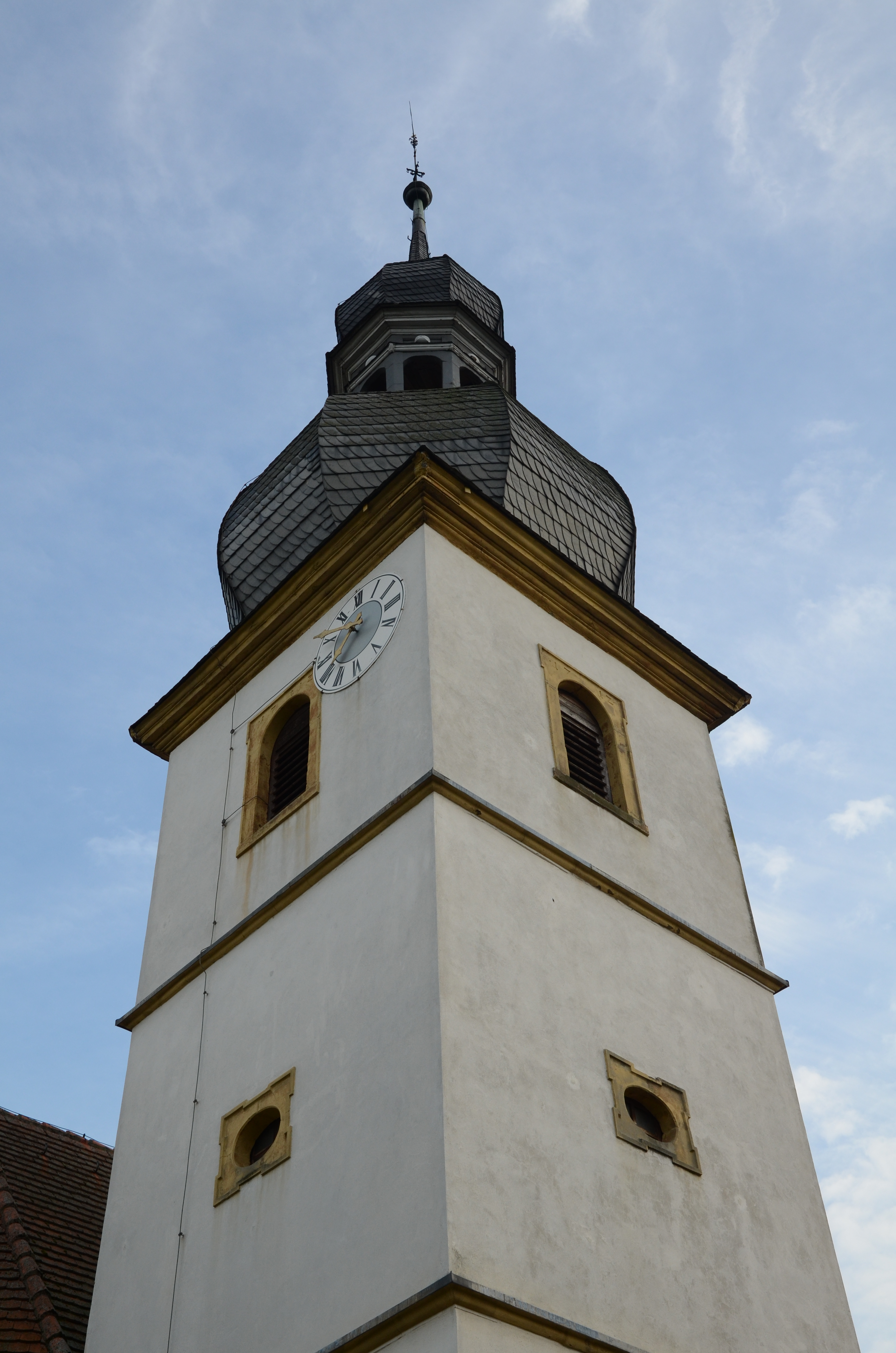
Der Turm der Kirche

Die Kirche präsentiert sich heute als Saalbau mit eingezogenem Chor. Sie ist geostet und entspricht in ihrem Erscheinungsbild dem Markgrafenstil.

### Turm
Im Norden des Chores wurde im Jahr 1712 der Turm errichtet. Spätmittelalterliche Fundamente lassen auf eine Vornutzung des Standorts schließen. Der Turm weist vier Geschosse auf, die durch Gesimse äußerlich hervorgehoben sind. Gegliedert wird das Bauwerk durch mehrere Fenster. So sind in den mittleren Geschossen Ochsenaugen angebracht, die Glockenstube im vierten Geschoss besitzt Rundbogenfenster. Auf der östlichen und westlichen Seite des Turmes ist je eine Turmuhr angebracht.
Über der doppelten Kuppel mit Laterne des Turmhelms enthält der Turmknauf Dokumente aus den Jahren 1856, 1914, 1933 und 1960. Als Wetterfahne symbolisiert ein stilisierter Fuchs die Dorfherrschaft der Füchse von Bimbach. In den Untergeschossen befindet sich die Sakristei. Rippenkreuzgewölbe gliedern den Turm innen.

### Langhaus und Chor
Das zentrale Portal der Kirche besitzt geohrte Rahmungen und wird von einem gesprengten Giebel mit der Jahreszahl 1708 erhöht. An der Rahmung befindet sich ein Steinmetzzeichen. Eine Tafel über dem Portal trägt die Inschrift „EIN FESTE BURG IST UNSER GOTT 1948“, die sich auf die Renovierung in dem genannten Jahr bezieht. Weiterhin gliedern ein zugemauertes Ochsenauge und drei kleine Fenster die Fassade.
Das Langhaus gliedern im Süden drei Fensterachsen. Alle Fensterrahmungen sind geohrt. Im Norden sind dagegen an der Langhauswand lediglich zwei Fenster vorhanden. Ein Kranzgesims leitet zum Satteldach über. Der leicht erhöhte Chor im Osten der Kirche mit drei Fenstern und mehreren Pilastern trägt ein Walmdach und ist innen durch eine sechsstufige Treppe zu erreichen.

## Ausstattung
Die Ausstattung der Kirche stammt größtenteils aus der Erbauungszeit des Barock. Lediglich der Taufstein und einige Epitaphe für die Fuchse von Bimbach stammen noch aus der älteren Kirche des 16. Jahrhunderts.

### Altar
Der Altar im Chor der Kirche wurde 1727 als Stiftung des Bürgers Johann Heinrich Schaaf errichtet. Das Altarblatt kam allerdings erst 1889 in die Kirche, als das ursprüngliche Bild mit einer Kreuzigungsszene entfernt wurde. Der Künstler des neuen Altarretabels war ein Münchner Maler, eventuell F. Straube.
Reiches Blattwerk rahmt den Altar ein. In der Predella erkennt man Im Bild des Letzten Abendmahls aus dem Jahr 1727 fällt die zentrale Rolle des Apostels Johannes in der Bildkomposition auf. Auf dem Altarblatt wird Jesus als guter Hirte von zwei weinumrankten, gewundenen Säulen eingerahm, die zu einem gesprengten Giebel überleiten. Im Blick auf den Auszug  erscheint Die Auferstehung Jesu. Eine goldene Muschel bekrönt den Altar.

### Epitaphe
Die Grabmäler in der Kirche sind den Vertretern der Füchse von Bimbach oder angesehenen Bürgern des Ortes gewidmet. Auf der linken Chorseite ist das Epitaph für Dorothea Pfannenstiel und ihre Tochter Margarethe angebracht. Dorothea war die Frau des Vogtes Georg Pfannenstiel, sie starb im Jahr 1572. Ein Jahr zuvor entstand das Grabmal für Margarethe, im Kindesalter starb und als Erste in der Kirche beigesetzt wurde. Dorothea ist in kniender Haltung mit der Frauentracht der damaligen Zeit dargestellt, zu ihren Füßen betet Margarethe. Eine Umschrift ist stark verwittert.
Ein weiteres Grabmal für Christoph Pfannenstiel, den zweiten Pfarrer Bimbachs lehnte ursprünglich an der Friedhofsmauer und kam erst 1948 in den Chor. Zwei weitere Epitaphe auf der rechten Chorseite für die Dorfherren derer Fuchs von Bimbach entstanden in den Jahren 1567 und 1587. Das jüngere ist wohl Hans Dietrich Fuchs von Neuses gewidmet, der am 25. Oktober 1587 starb. Des Weiteren  Für Amalie Freifrau Fuchs von Bimbach und Dornheim, eine geborene von Thüngen, die  am 12. Januar 1810 starb, existiert ein Gedenkstein.

### Orgel
Johann Kaspar Nied aus Oberlauringen baute im Jahr 1692 die erste Orgel der Kirche. Im Jahr 1750 erhielt sie ein neues Gehäuse aus der Werkstatt von Johann Michael Voit aus Schweinfurt, das noch existiert. Es ist mit reichem Rokokodekor ausgestattet und weist Muschelwerk auf. Die Orgel befindet sich auf der Empore gegenüber dem Chor im Westen der Kirche.
Im Jahr 1846 wurde das Pedal auf zwei Oktaven ergänzt und das Register verstärkt. Eine Reparatur durch die Firma Geyer aus Bamberg im Jahr 1871 ist umstritten. Weitere Reparaturen fanden in den Jahren 1885 und 1901 statt, bevor 1914 das Werk ausgewechselt werden musste. Die Firma Orgelbau Steinmeyer aus Oettingen ersetzte das Orgelwerk. 1963 wurde das Instrument neu intoniert. Im Jahr 2007 fand dann eine umfassende Renovierung des Instruments statt.

### Glocken
Eine Glocke wird in der Bimbacher Kirche erstmals während der Amtszeit Pfarrer Christoph Pfannenstiel erwähnt. Sie kam aus Nürnberg. Im Jahr 1712 kaufte man zwei neue Glocken. 1896 wurde die größere der beiden eingeschmolzen und Glockengießer aus Rothenburg ob der Tauber gossen daraus zwei neue Glocken, die 8 und 2,5 Zentner schwer waren. Umschrieben waren sie mit „Ehre sei Gott in der Höhe“ und „Friede auf Erden“. Im Ersten Weltkrieg wurde eine dritte Glocke eingeschmolzen.
Im Jahr 1935 erhielt die Gemeinde durch die Stiftung von Nikolaus Senft eine neue Glocke, die den Grundbestand des heutigen Geläuts bildet. Zwei neue Glocken kamen am 1. Oktober 1950 dazu, die am Erntedankfest in den neuerrichteten Glockenstuhl gehängt. Die drei Glocken der Gemeinde sind:
| Name            | Grundton | Gewicht in Zentner | Inschrift                                                                     |
| --------------- | -------- | ------------------ | ----------------------------------------------------------------------------- |
| Kleine Glocke   | Cis      | ?                  | „Ein feste Burg ist unser Gott“                                               |
| Mittlere Glocke | A        | 7,5                | „Niemand hat größere Liebe, wie die, daß er sein Leben lässt für die Freunde“ |
| Große Glocke    | Fis      | 13                 | „Ehre sei Gott in der Höhe“                                                   |

### Weitere Ausstattung
Das älteste Ausstattungselement der Kirche ist der Taufstein. Er entstand im Jahr 1578 und befindet sich auf der Treppe zwischen Chor und Langhaus. Die Kanzel wurde zeitgleich mit dem Altar im Jahr 1727 errichtet. Ein Schaf ziert den Schalldeckel. Unten symbolisiert eine Taube den Heiligen Geist. Ein verdrehter Fuß stützt die Kanzel. Zwei Wappenschilder mit Inschriften neben der Kanzel aus dem Jahr 1567 sind den ersten beiden evangelischen Pfarrern der Gemeinde gewidmet. 
Ein Sandsteinrelief, seit 1948 über der Sakristeitür, hatte lange Zeit seinen Platz über dem Grabmal der Dorothea Pfannenstiel. Es stellt die Weltschöpfung dar. Wann es geschaffen wurde, ist unbekannt. Die Empore im westlichen Teil der Kirche, die während der vergangenen Jahrhunderte oft erweitert, 1838, 1839 und 1892 renoviert wurde, war früher nur über eine Außentreppe zugänglich. In den 1970er-Jahren wurde sie fast vollständig erneuert.

## Pfarrer
Die Geistlichen, die in der evangelischen Kirche wirkten, sind fast durchgehend überliefert. Lediglich in den Jahren 1631 bis 1678 saß der Pfarrer nicht in Bimbach selbst, sondern versorgte die Gemeinde wegen der Gegenreformation von Prichsenstadt aus mit.
| Name                                       | Amtszeit  | Anmerkungen                     |
| ------------------------------------------ | --------- | ------------------------------- |
| Matthias Kaller                            | 1556–1572 |                                 |
| Christoph Pfannenstiel                     | 1572–1588 | auch Christoph Populus genannt  |
| unbekannt                                  | 1588–1596 |                                 |
| Georg Engelhardt                           | 1596      |                                 |
| Johann Hitzinger                           | 1597      |                                 |
| unbekannt                                  | 1597–1604 |                                 |
| Georg Österlein                            | 1604–1607 |                                 |
| Christian Hüler                            | 1607–1625 |                                 |
| Laurentius Klein                           | 1625–1631 | nach Prichsenstadt vertrieben   |
| unbesetzt                                  | 1631–1656 | Gegenreformation in Bimbach     |
| Johannes Schiele                           | 1656–1668 | Sitz in Prichsenstadt           |
| Johann Schnauder                           | 1668–1678 | Sitz in Prichsenstadt           |
| Andreas Fuldner                            | 1678–1691 |                                 |
| Johann Friedrich Pistorius                 | 1691–1694 |                                 |
| Johann Valentin Popp                       | 1694–1702 |                                 |
| Wolfgang Konrad Moser                      | 1702–1752 |                                 |
| Johann Kaspar Eberlein                     | 1752–1765 |                                 |
| Johann Christian Heinrich Wüst             | 1765–1784 |                                 |
| Georg Friedrich Michael Hornschuch         | 1785–1794 |                                 |
| Christof Ernst Schmidt                     | 1794–1842 |                                 |
| Philipp Ernst Seifert                      | 1842–1864 |                                 |
| Reinhold Daniel Christian Leonhard Schmidt | 1865–1875 |                                 |
| August Lauterbach                          | 1875–1881 |                                 |
| Georg Friedrich Braun                      | 1881–1883 |                                 |
| W. Gottlieb Bauernfeind                    | 1883      | Stellvertreter                  |
| Eichhorn                                   | 1883–1884 | Stellvertreter                  |
| Carl Schumann                              | 1884–1889 |                                 |
| Georg Weickmann                            | 1889–1890 | Stellvertreter                  |
| Friedrich Karl Kirchner                    | 1890–1899 |                                 |
| Büttner                                    | 1899–1903 |                                 |
| Standhartinger                             | 1903      | Stellvertreter                  |
| Fritz Kühl                                 | 1904–1909 |                                 |
| Ottmar Kreppel                             | 1910–1919 |                                 |
| Georg Bauer                                | 1919–1926 | Sympathisant von Andrea Ellendt |
| Hans Schmidt                               | 1926–1936 |                                 |
| Richard Vogt                               | 1937–1943 |                                 |
| Hans Lutzner                               | 1943–1945 |                                 |
| Paul Maßmann                               | 1945–1946 | Stellvertreter                  |
| Ludwig Drescher                            | 1947–1952 |                                 |
| Heinrich Haller                            | 1952–1960 |                                 |
| Georg Eisen                                | 1961      | Stellvertreter                  |
| Friedrich Birkhofer                        | 1962–1989 |                                 |
| Ferdinand Schneider                        | 1989–1991 | Stellvertreter                  |
| Wilfried Jugl                              | 1991–2003 |                                 |
| Antje Biller                               | 2004–2007 |                                 |
| Martin Oeters                              | 2007–2011 |                                 |
| Daniel Graf                                | 2011–2013 |                                 |
| Jörg Zehelein                              | 2014-     |                                 |

## Außen
Im Süden der Kirche stehen zwei Kriegerdenkmale für die Gefallenen der beiden Weltkriege, rechts das für den Ersten Weltkrieg. Neben einem Kreuz über einer schlichten Steinstele liegt der Stein für den Zweiten Weltkrieg. Ein Halbrelief eines Kreuzes liegt, umgeben von den Namen der Gefallenen, zentral auf einem breiten Stein. Vor der Kirchenfassade befindet sich ein kleines Backhaus.